# Nüdlingen
Nüdlingen – miejscowość i gmina w Niemczech, w kraju związkowym Bawaria, w rejencji Dolna Frankonia, w regionie Main-Rhön, w powiecie Bad Kissingen. Leży około 5 km na północny wschód od Bad Kissingen, w Rhön, przy drodze B287.

## Dzielnice
W skład gminy wchodzą dwie dzielnice: Haard, Nüdlingen.

## Demografia
| Rok  | Liczba mieszk. |
| ---- | -------------- |
| 1970 | 3.570          |
| 1987 | 3.520          |
| 2000 | 4.210          |
| 2005 | 4.257          |

## Oświata
(na 1999)

W gminie znajduje się 175 miejsc przedszkolnych (z 171 dziećmi) oraz szkoła podstawowa (20 nauczycieli, 372 uczniów).